# Cheilodipterus nigrotaeniatus
Cheilodipterus nigrotaeniatus är en fiskart som beskrevs av Smith och Lewis Radcliffe 1912. Cheilodipterus nigrotaeniatus ingår i släktet Cheilodipterus och familjen Apogonidae. Inga underarter finns listade i Catalogue of Life.